# Fakkan
Fakkan o Afakkan és una antiga ciutat d'Algèria, al sud-sud-oest de Mascara, que era un lloc tradicional de mercat de les tribus de la família amaziga zenata a la confluència de l'uadi Fekkan i l'uadi Hammamm. La ciutat va donar nom a un efímer emirat que va existir a la meitat del segle x.
Des del 931 els fatimites dominaven el Magrib central i les tribus amazigues, especialment els maghrawa i els Banu Ifran que ocupaven la moderna Algèria occidental, reconeixien la sobirania del califa fatimita. Durant la revolta d'Abu-Yazid Màkhlad ibn Kaydad an-Nukkarí (943-948) una d'aquestes tribus, els Banu Ifran, van donar lleus signes de rebel·lia, mentre els maghrawa restaven lleials. Els Banu Ifran van facilitar els contactes del cap rebel amb Còrdova i van permetre el pas del seu fill Ayyub ibn Abu Yazid pel seu territori cap a l'Àndalus, en missió política a la cort d'Abd al-Rahman III. En aquest temps tenien per cap a Muhammad ibn Salih al-Ifrani, mentre els maghrawa tenien com a cap a Muhammad ibn Khazar.
La guerra va esclatar entre els Banu Ifran i els maghrawa i Muhammad ibn Salih al-Ifrani fou assassinat per un cap ifrànida que era fidels dels fatimites i dels seus vassalls maghrawa. El va succeir el seu fill Yala ibn Muhammad al-Ifrani, que per lluitar contra els maghrawa que tenien el suport fatimita, es va declarar pel califa omeia de Còrdova i va fundar la vila de Fakkan que va esdevenir la seva capital (949/950).
Llavors va morir Muhammad ibn Khazar i el va succeir al-Khayr ibn Muhammad ibn Khazar al-Zanati, emparentat potser per matrimoni amb Yala ibn Muhammad al-Ifrani. Aquest darrer va canviar la política del seu pare, es va declarar contra els fatimites, va reconèixer al califa omeia de Còrdova i va formar una estreta aliança amb Yala, la supremacia del qual va acceptar. Units els dos homes van ocupar Tahert. El 954/955 Yala va conquerir per assalt als fatimites Orà, que fou destruïda i aviat va dominar tot el territori entre Tahert i Tànger.
Així els Banu Ifran van exercir l'hegemonia sobre totes les tribus zenates que abans tenien els miknasa a la part occidental, incloent també als maghrawa de Tlemcen que voluntàriament s'havien supeditat als Banu Ifran com aliats. El 955/956 Yala va rebre un diploma de la cort omeia de Còrdova que el nomenava governador del país dels zenates, del Magrib central i de Tlemcen. A petició seva el califa cordovès li va donar el govern de Fes a Muhammad ibn al-Khayr ibn Muhammad, que sembla que era el fill gran del xeic maghrawa al-Khayr ibn Muhammad ibn Khazar al-Zanati, potser com a compensació per Tlemcen.
El 958 l'exèrcit fatimita dirigit per Jàwhar as-Siqil·lí va conquerir el Magrib central i va ocupar Fakkan que fou devastada. Yala va morir a la lluita. L'hegemonia va tornar als maghrawa sota Muhammad ibn al-Khayr ibn Muhammad, governador de Fes en nom de Còrdova, que entre el 970/971 i el 980/981 va poder reconquerir als fatimites la ciutat de Tlemcen.
La dinastia de Yala, coneguda com a Banu Yala, va governar després a Salé i Tadla.